# Modisimus david
Modisimus david är en spindelart som beskrevs av Huber 1997. Modisimus david ingår i släktet Modisimus och familjen dallerspindlar. Inga underarter finns listade i Catalogue of Life.